# Александар Чановић
Александар Чановић (Титова Митровица, 18. фебруар 1983) бивши је српски фудбалер.

## Каријера
Поникао је у млађим категоријама Црвене звезде, први тренер му је био Милан Булатовић. На почетку фудбалске каријере бранио је за екипе као што су Вождовац, Победа Прилеп, Војводина, БАСК, Рад и БСК Борча. У зиму 2009. године прешао је у Динамо Минск.
У редовима Победе из Прилепа је успео да освоји титулу првака Македоније. Од 2015. године је уследио позив бугарског клуба Черно Море из Варне. Са екипом је успео да освоји Куп и Суперкуп Бугарске. У сезони 2017/18. бранио је за Динамо из Панчева, где је завршио играчку каријеру.
Био је 2004. године у саставу олимпијске репрезентације Србије и Црне Горе на Олимпијским играма у Атини.

## Успеси
Победа
- Прва лига Македоније: 2003/04.

Черно Море Варна
- Куп Бугарске: 2014/15.
- Суперкуп Бугарске: 2015.